# Apply Zii
Apply Zii é uma banda de Rock Alternativo proveniente de São João da Madeira, Portugal.
A banda é influenciada pelo Metalcore Melódico e Metal Alternativo. O som deles é uma mistura de riffs melódicos "limpos" e "pesados", bombos duplos, e vocal "limpo". A maioria das músicas da banda são afinadas em Drop D.

## Formação
- Flávio Almeida - Vocals
- Frederico Silva - Guitarra e Backing Vocals
- Paulo Pinho - Guitarra
- Gualter Martins - Baixo
- Bruno Silva - Bateria

## História
A banda iniciou-se com o nome Unnamed Feeling, formada por Gualter Martins, Bruno Silva e Paulo Pinho. Posteriormente, após algumas trocas de guitarristas e vocais, fecharam o grupo com o actual vocalista Flávio Almeida e com o actual guitarrista e Backing Vocals Frederico Silva. Assim afirmaram a sua identidade com a mudança de nome para Apply Zii.

## Historial
- Ecos Rock 2007 (SJM)
- Ecos Rock 2009 (SJM)
- Semana da Juventude (SJM) 2007 (com Buraka Som Sistema)
- Semana da Juventude (SJM) 2009 (com Deolinda)
- 6º Festival do Secundário (Gouveia) 2009
- 1º Lugar Final Distrital - Festa do Avante (Aveiro) 2009
- Finalíssima Nacional - Festa do Avante (Marinha Grande - Leiria) 2009
- Festival Festa do Avante - Seixal, Lisboa (2009)
- Participação no Maiact Garage Sessions by Ren 2009 (Maia)
- 2º Lugar RRW 1ª fase - Votação online
- RRW Live Rock - 2ª fase RRW (Lisboa)